# Otto Chmel
Otto Chmel (* 30. August 1885 in Gröbming; † 1. September 1964 in Eberbach) war ein österreichisch-deutscher Musikkritiker und Musikpädagoge.

## Leben
Chmel studierte an der Universität Graz Klassische Philologie und gleichzeitig an der Universität für Musik und darstellende Kunst Graz. 1909 wurde er promoviert. Ab 1913 arbeitete er als Korrepetitor an den Grazer Oper, ab 1914 als Kapellmeister am Deutschen Theater in Prag. Hier schloss er musikwissenschaftliche Studien bei Heinrich Rietsch an und wurde Chefredakteur der Zeitschrift des musikpädagogischen Verbandes.
1918 erhielt Chmel einen Ruf als Lehrer für Klavierspiel und Musiktheorie an das Kaiserslauterer Konservatorium. Zugleich arbeitete er als Chorleiter, Pianist und Kritiker der Pfälzischen Volkszeitung. 1922 ging er nach Mannheim, wo er zunächst als Korrepetitor am Nationaltheater arbeitete und dort ab 1924 die Leitung der Opernschule übernahm. In den 1930er-Jahren unterrichtete er als Lehrbeauftragter für Klavier und Musiktheorie am Seminar für Musikerziehung der Städtischen Hochschule für Musik und Theater. 1928 nahm Chmel seine Tätigkeit als Musikkritiker in Mannheim wieder auf, bis 1937 die nationalsozialistische Reichskulturkammer ein Berufsverbot gegen ihn aussprach. Ab 1945 rezensierte er zunächst für die Neue Mannheimer Zeitung, von 1946 bis 1955 für den daraus hervorgegangenen Mannheimer Morgen. Danach veröffentlichte er zumeist Beiträge in Fachzeitschriften.

## Archivalien
- Briefe von Otto Chmel befinden sich im Archiv des Leipziger Musikverlages C. F. Peters im Staatsarchiv Leipzig.

## Schriften
- Untersuchungen über Poseidon. Dissertation, Universität Graz, 1909 (handschriftlich).